# دارين بوش
دارين بوش (بالإنجليزية: Darren Bush)‏ هو لاعب كرة قاعدة أمريكي، ولد في 18 يناير 1974 في كولومبوس في الولايات المتحدة.

## وصلات خارجية
- دارين بوش على موقعبيزبول رفرنس.كوم (الدوري الثانوي) (الإنجليزية)